# The Tempest
The Tempest — десятый студийный альбом группы Insane Clown Posse, вышедший в 2007 году.

## Об альбоме
Insane Clown Posse заявляли, что после выпуска всех джокер-карт[что?] группа изменит свой стиль музыки. Таким образом, группа заявила, что альбом будет отличаться от предыдущих работ. Тогда об альбоме было очень мало известно, за исключением того, что продюсером выступит бывший продюсер «клоунов» Майк Кларк. До этого Кларк расстался с группой в 2000 году, и новость о его возвращении заинтересовала фанатов группы.
Первоначально выпуск альбома был назначен на 2006 год. Первая точная дата — 19 сентября 2006 года — была указана в буклете сольника Shaggy 2 Dope, F.T.F.O. Позже Insane Clown Posse объявили, что релиз отложен на «пару месяцев». На The Howard Stern Show Violent J заявил, что альбом выйдет в феврале, а также, что его предположительное название — The Tempest. Позже на своём сайте группа разместила новость, что альбом выйдет 20 марта 2007 года.
23 февраля Insane Clown Posse выложили для загрузки первый сингл с The Tempest — «I Do This», а также семплер к альбому, который включал семплы из «Haunted Bumps», «The Party» и «I Do This!». Также было снято видео к песне «The Tower», которое было выпущено 16 февраля 2008 года; группа также разместила видео на своём веб-сайте.

## Приём
The Tempest дебютировал под № 20 в американском чарте Billboard 200, будучи проданным за первую неделю тиражом в 30 000 экземпляров. В июне 2007 года тираж альбома составил около 70 000 копий.

## Список композиций
1. «The Sky Is Falling»
2. «Ride the Tempest»
3. «Alley Rat»
4. «Haunted Bumps»
5. «Growing Again»
6. «Hum Drum Boogie»
7. «I Do This!»
8. «What About Now?»
9. «Watch My Ride»
10. «News at 6 O’Clock»
11. «The Tower»
12. «The Party» (совместно с DJ Clay)
13. «Bitch, I Lied»
14. «Play My Song»
15. «Mexico City»
16. «If I Was a Serial Killer»

## Позиции в чартах
| Чарт (2007)              | Высшая позиция |
| ------------------------ | -------------- |
| Billboard 200            | 20             |
| Топ независимых альбомов | 1              |
| Топ интернет-альбомов    | 20             |